# 6888 батальйон центральної поштової служби

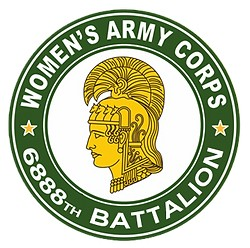
Логотип 6888-го батальйону жіночого армійського корпусу

6888-й батальйон Центральної поштової довідки (англ. 6888th Central Postal Directory Battalion) на прізвисько «Шість потрійних вісімок» (англ. Six Triple Eight) був переважно чорношкірим батальйоном Жіночого армійського корпусу (Women's Army Corps — WAC). 6888-й налічував 855 жінок і очолила його майор Чаріті Адамс Ерлі. Це був єдиний переважно чорношкірий підрозділ Жіночого армійського корпусу США, який відправили за кордон під час Другої світової війни. Девізом групи було «Немає пошти, низький моральний дух». Батальйон був організований у п'ять рот: штаб, рота A, рота B, рота C і рота D. Більшість 6888-го працювали поштовими клерками, але інші були кухарками, механіками та займали інші допоміжні посади, так що 6888-й був самодостатнім підрозділом.

## Історія

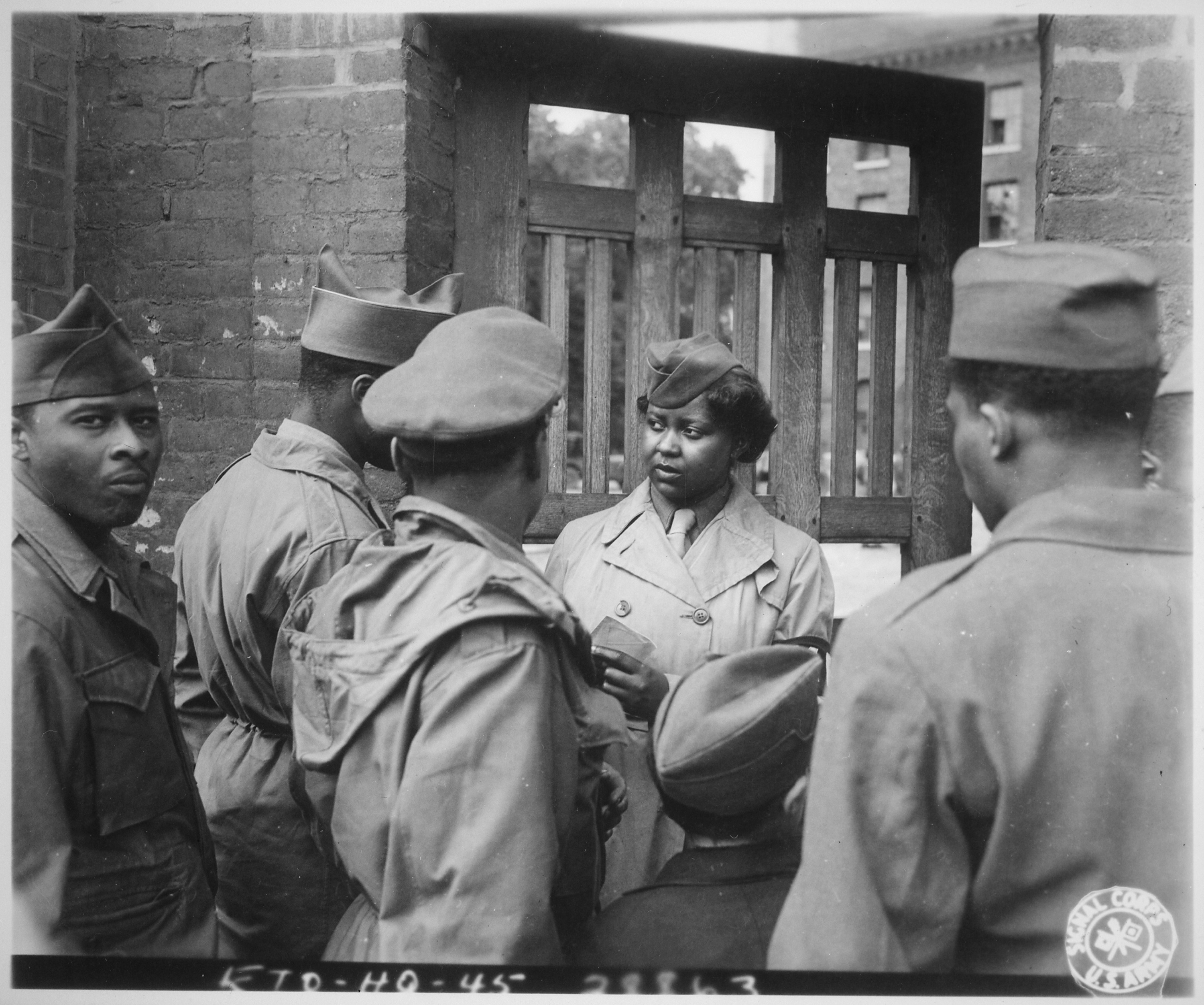
Рядова Рут Л. Джеймс біля воріт бази батальйону в Руані під час «дня відкритих дверей» у 1945 році, на якому були присутні сотні інших афроамериканських солдатів

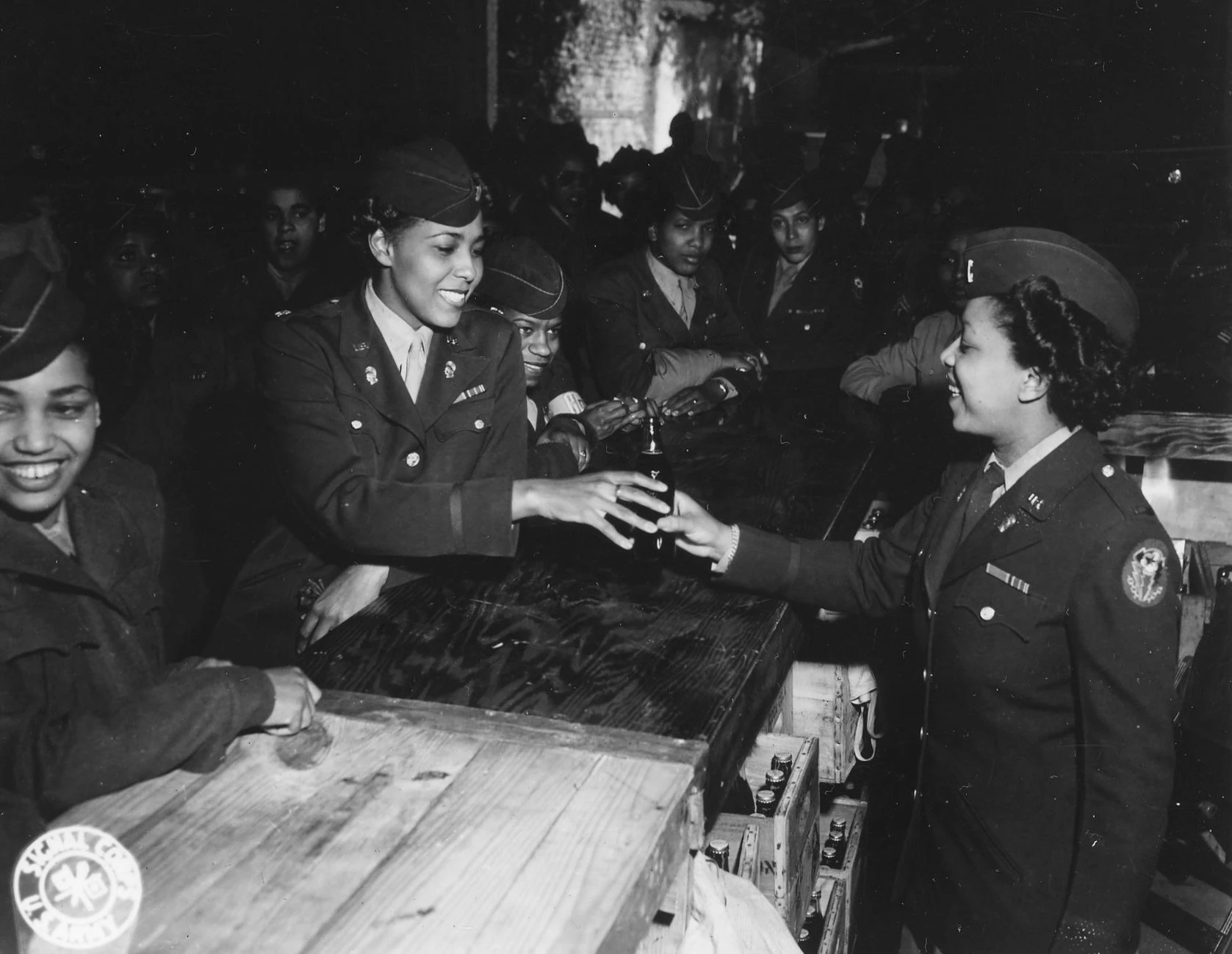
Другий лейтенант Фреда ле Бо подає майору Чаріті Адамсу газовану воду на відкритті снек-бару батальйону в Руані

Під час Другої світової війни відчувалася значна нестача солдатів, здатних керувати поштовою службою армії США за кордоном. У 1944 році Мері Маклеод Бетьюн працювала над тим, щоб отримати підтримку першої леді, Елеонори Рузвельт, для «ролі чорношкірих жінок у війні за кордоном». Чорношкірі газети також закликали армію США «використовувати темношкірих жінок на значущі армійські роботи».
Жінки, які вступили до корпусу, поїхали на базове навчання до Джорджії. Жінки, які вже були у WAC перш ніж приєднатися до 6888-го, як-от Еліс Діксон, служили в різних місцях, включаючи Пентагон.

### Велика Британія
6888-й покинув Сполучені Штати 3 лютого 1945 року на швидкохідному лайнері «Іль-де-Франс» і прибув до Глазго 12 лютого. Під час подорожі «Іль-де-Франс» зустрів кілька німецьких підводних човнів, що змусило судно вдатися до маневрів ухилення. Корабель благополучно дістався Глазго. Батальйон був перевезений поїздом до Бірмінгема. 15 лютого підрозділ пройшов інспекцію та марш для огляду перед генерал-лейтенантом Джоном Ч. Лі, командуючим зоною зв'язку Європейського театру військових дій (ETO), і генерал-майором Робертом Макгоуеном Літтлджоном, головним квартирмейстером ETO, до обов'язків якого входило пошта.
Армійські чиновники вважали, що недоставлена пошта шкодить моральному духу. Багато листів і посилок мали лише ім'я одержувача, мали загальновживане ім'я або використовувалися псевдоніми. За оцінками, було відставання в 17 мільйонів документів.
6888-й батальйон розробив власну систему для обробки невідправленої пошти. Це включало створення та ведення картотеки імен тих, хто має однакові або схожі імена, використовуючи військові серійні номери, щоб розрізняти їх. Картотека містила 7 мільйонів карток. Жінки 6888-го працювали 24 години на добу, сім днів на тиждень, у три зміни, обробляючи та доставляючи пошту — засіб для підвищення морального духу — військам, що воювали в Європі. Кожна зміна обробляла приблизно 65 000 одиниць пошти. Загалом підрозділ обробляв пошту для понад чотирьох мільйонів військових і цивільних осіб, а також ліквідував відставання у Великій Британії та Франції.
На початку операції білий генерал спробував послати білого офіцера, щоб «розповісти їм, як це робити правильно», але майор Адамс відповіла: «Сер, над моїм мертвим тілом, сер!» На той час, коли той самий генерал відвідав частину у Франції, його ставлення змінилося, і він високо оцінив досягнення 6888-го. Батальйон виконав шестимісячне завдання за три місяці у травні 1945 року.
Батальйон мешкав і працював у тимчасових дерев'яних будівлях Школи короля Едуарда в Еджбастоні, яку в 1939 році реквізувало британське військове відомство для використання британською та американською арміями. Тридцять дві офіцерки жили в трьох будинках навпроти, і оскільки 6888-й був відокремленим підрозділом, жінки спали та їли в різних місцях, ніж білі солдати-чоловіки. Холодна погода, коли вони прибули, означала, що жінки повинні були носити пальта та додатковий одяг, працюючи в неопалюваних тимчасових будівлях.
Деякі з жінок вважали, що європейські місцеві жителі ставляться до них краще, ніж люди в Сполучених Штатах. Проте були докази сексистського та расистського поводження з боку чоловіків-солдатів.
Капелан, який працював у Бірмінгемі, створив Адамс проблеми, наказуючи своїм солдатам не приходити на роботу, а з'являтися до нього в офіс, що призводило до того, що вони ставали самовольниками. Адамс була змушена «порадити» його залишити жінок у спокої, «нагадавши йому, що вона відповідає за жіночі завдання».

### Франція
Після того, як було завдання було виконано із затримкою в Бірмінгемі, 6888-й перетнув Ла-Манш до Гавру 8 червня 1945 року (після Дня Великої Британії 8 травня) і був перевезений потягом до Руана щоб там впоратися з ще однією партією затриманої пошти, деякі з листів були трирічної давності. Військова поліція у складі батальйону WAC не мала права носити зброю, тому, щоб не допустити «небажаних відвідувачів», вони використовували джіу-джитсу. 6888-й брав участь у церемонії параду на місці страти Жанни д'Арк.
До жовтня 1945 року пошта в Руані була очищена, і 6888-й був відправлений до Парижа. Вони пройшли маршем містом і були розміщені в розкішному готелі, де отримали першокласне ставлення. Протягом цього часу, оскільки війна закінчилася, батальйон скоротився на 300 жінок, і ще 200 були звільнені в січні 1946 року.

### Повоєнний
У лютому 1946 року підрозділ повернувся до Сполучених Штатів, де був розформований у Форт-Дікс, Нью-Джерсі. У той час не було публічного визнання їхніх заслуг.

## Спадщина
Під час служби члени 6888-го батальйону Центральної поштової служби були нагороджені медаллю «За Європейсько-Африканську Близькосхідну кампанію», медаллю «За хорошу поведінку» та медаллю «Перемога у Другій світовій війні». 2019 року армія США нагородила 6888-й підрозділ Подякою за заслуги.
25 лютого 2009 року батальйон був вшанований на Меморіалі жінок на військовій службі Америки на Арлінгтонському національному кладовищі. У заході взяли участь троє колишніх членів підрозділу 6888, включаючи Еліс Діксон, Мері Регланд і Гледіс Шустер Картер. У 2009 році президент Барак Обама та перша леді Мішель Обама також нагородили Діксон і Регланд.
15 березня 2016 року 6888-й батальйон Центральної поштової довідки було введено до Зали слави Жіночого фонду армії США. Церемонію вступу відвідала ветеранка батальйону Елсі Гарріс.
30 листопада 2018 року у Форт-Лівенворті відкрили пам'ятник жінкам 6888-го батальйону Центральної поштової служби. На освяченні були присутні п'ять жінок з батальйону — Мейбіл Кемпбелл, Елізабет Джонсон, Лена Кінг, Анна Робертсон і Делоріс Раддок.
13 травня 2019 року на честь досягнень 6888-го під час перебування в Бірмінгемі посол США у Великій Британії Вуді Джонсон вручив блакитну табличку Школі короля Едуарда. Меморіальна дошка тепер розміщена на маршруті екскурсій, організованих Бірмінгемською організацією Black Heritage Walks Network.
12 лютого 2021 року сенатори США Джеррі Моран (R-Kan.) і Джекі Розен (D-Невада) представили двопартійне законодавство про нагородження Золотою медаллю Конгресу членів Жіночого армійського корпусу, які були призначені до 6888-й центральний поштово-директорський батальйон часів Другої світової війни. Конгресмен США Гвен Мур (D-Wis.) представила супутнє законодавство в Палаті представників, де воно було прийнято одноголосно.
14 березня 2022 року президент Байден підписав двопартійний законопроєкт про нагородження батальйону золотою медаллю Конгресу.
Станом на 2022 рік лишалися живими лише троє учасниць формації: Фанні МакКлендон, Лена Кінг і Анна Мей Робертсон.
Батальйон був сюжетом кількох кіно- та театральних проєктів. У 2019 році вийшов документальний фільм «Шість-три-вісім: Немає пошти, низький моральний дух» («The SixTripleEight: No Mail, Low Morale») режисера історика Джеймса Тереса. Терес запропонувала полковнику Една Каммінгс, яка допомагала очолити роботу по спорудженню пам'ятника шести потрійних вісімок у Форт-Лівенворті, нагородити жінок золотою медаллю Конгресу. У 2022 році історія 6888-го батальйону центральної поштової довідки надихнула на створення нового мюзиклу під робочою назвою «6888: Мюзикл», виконавчим продюсером якого став Блер Андервуд. Тайлер Перрі написав сценарій, режисер і продюсер фільму Netflix «Шість потрійних вісімок», заснованого на батальйоні поштової довідки 6888, у головній ролі Керрі Вашингтон у ролі Чаріті Адамс.
Три жінки з батальйону, які загинули в аварії на джипі — Мері Г. Бенкстон, Мері Джевел Барлоу та Долорес Мерседес Браун — були поховані на Нормандському американському кладовищі, три з чотирьох жінок, які були поховані там разом із понад 9000 чоловіків (четверта, Елізабет Енн Річардсон, була волонтером Червоного Хреста, загинула в авіакатастрофі Piper Cub поблизу Руана в липні 1945 року).

## У масовій культурі
«Шість потрійна вісімка» — американський військовий драматичний фільм сценариста і режисера Тайлер Перрі, заснований на статті Кевіна М. Гаймела в журналі «Історія Другої світової війни» за 2019 рік. Він вийшов у прокат у деяких кінотеатрах 6 грудня 2024 року, а дебютував на Netflix 20 грудня 2024 року.

## Уточнення
1. ↑  Зал слави Жіночого фонду армії США, включає частковий реєстр за державою[17]
2. ↑  Fannie McClendon
3. ↑  Lena King
4. ↑  Anna Mae Robertson